# Usia parvula
Usia parvula är en tvåvingeart som beskrevs av Efflatoun 1945. Usia parvula ingår i släktet Usia och familjen svävflugor. Inga underarter finns listade i Catalogue of Life.